# Ниш, Франциска
Франци́ска Ни́ш (нем. Franziska Nisch), в монашестве Ульри́ка Ни́ш (нем. Ulrika Nisch; 18 сентября 1882, Миттельбиберах, Вюртембергское королевство, Германская империя — 8 мая 1913, Алленсбах, Баденское великое герцогство, Германская империя) — монахиня Конгрегации сестёр милосердия Святого Креста (S.C.S.C.), блаженная Римско-католической церкви. Литургическая память ей отмечается 8 мая.

## Биография
Франциска Ниш родилась в Миттельбиберахе 18 сентября 1882 года в многодетной семье дворецкого Ульриха Ниша и служанки Клотильды Деттенридер. Она была старшим ребёнком из одиннадцати детей. Франциска была внебрачным ребёнком. Родители поженились спустя год после её рождения.
Семья жила в крайней бедности. Франциска росла в доме бабушки, после у тёти, которые воспитали её в духе христианского благочестия. Окончив школу в 1901 год1, чтобы материально поддержать семью, она устроилась на работу прислугой. В 1903 году Франциска заболела рожистым воспалением тканей и оказалась в больнице в Роршахе, где познакомилась с монахинями – сёстрами милосердия из Ингенболя. Тогда же она почувствовала призвание к жизни, посвященной Богу.
После выздоровления, Франциска вступила в Конгрегацию сестёр милосердия Святого Креста и поступила в дом общины в Эгне, близ Констанцы. Она взяла новое имя Ульрики, и 24 апреля 1907 года принесла монашеские обеты. Исполняла послушания сестры милосердия в госпитале Бюля в Миттельбадене, затем второго повара в доме святого Викентия в Баден-Бадене. Своё служение Богу и людям она совершала тихо и самоотверженно, несмотря на постоянную головную боль. Во время многочасовых стояний на молитве ей были видения ангелов и святых, которые прекратились в 1912 году. В мае того же года, заболевшая туберкулёзом, Ульрика была госпитализирована в больницу святой Елизаветы в Эгне. Она умерла 8 мая 1913 года в полном одиночестве, так, как попросила свою сиделку позаботиться о больной монахине, лежавшей по соседству.
Почти сразу после смерти, началось её почитание. К могиле Ульрики на монастырском кладбище постоянно приходили паломники. В 1991 году её останки были перенесены в крипту церкви конгрегации там же в Эгне. Римский папа Иоанн Павел II 1 ноября 1987 года причислил её к лику блаженных.